# 小事樂團
小事樂團，日本流行樂團，所屬公司是愛貝克思，簡稱ELT。1996年8月以單曲《Feel My Heart》出道，至今已發表了7張冠軍專輯，6張冠軍單曲，其第二張專輯《Time to Destination》銷破352萬，留名日本史上銷售第10專輯。

## 成員
- 持田香織，主唱。生於東京都江東區。
- 伊藤一朗，吉他，現任隊長。生於神奈川縣橫須賀市。

### 支援成員
- 低音結他 - 笠原直樹
- 電子琴 - 林真史、中村康就
- 鼓手 - 山口鷹

### 前成員
- 五十嵐充，電子琴，前樂隊隊長兼製作人。生於神奈川縣橫濱市。發行第三張專輯「天長地久」後離隊。其後在單曲Rescue me曾為作曲、作詞及編曲。

### 前支援成員
- 吉他手 - 加藤薫
- 低音結他 - 浅田孟、山田サトシ
- 電子琴 - 桑島幻矢、棚橋信仁
- 鼓手 - 古道圭一

## 簡歷
小事樂團在1996年組成，出道後首張單曲《Feel My Heart》銷量達到10萬張。第三張單曲《Dear My Friend》發行後，樂團的人氣急升，主唱持田香織更成為時裝雜誌的封面人物。
1997年，樂團發行了第一張專輯《海枯石爛》，並成功登上了Oricon排行榜的第一名，總銷量接近200萬。1998年推出的《真愛時光》的銷量更超過350萬，並維持在排行榜上高達49星期，當中的《Time goes by》更成為樂團的代表作。其後推出的精選輯《Every Little Single +3》，銷量突破200萬大關，令樂團成為90年代後期最受歡迎的樂隊之一。
2000年3月，第三張專輯《天長地久》發行後，其中一位團員五十嵐充表示要專心製作人的工作，宣佈離隊。在樂團往後的作品當中，五十嵐充除了為《天長地久》及《Rescue Me（Single Mix）》中的單曲編曲之外，並未參與其他歌曲的製作。
2001年，單曲《Fragile/JIRENMA》推出後，其抒情風格奠定了樂團在日本樂壇中的地位。
2004年，樂團在進行年度演唱會《Commonplacae Tour 2004-2005》期間，持田香織一度患上支氣管炎，痊癒後在2005年尾復發。這次患病使她的聲帶受損，一直以音域廣著稱的她，不得不在隨後發行的幾張單曲和專輯中改變唱腔及風格，並為樂團吸納了更多歌迷。在這段期間舉辦的演唱會當中，持田香織曾經因為在幾次演出當中表現欠佳而飽受批評。不過，隨著她於2011年的《15周年現場演唱》中的優秀表現，批評的聲音得以消減。
另外，樂團曾在1997年至2004年間，連續八年參與日本放送協會舉辦的年度電視節目紅白歌唱大賽。

## 作品

### 單曲
|      | 發售日         | 歌名                                          |
| ---- | -------------- | --------------------------------------------- |
| 1st  | 1996年8月7日   | Feel My Heart                                 |
| 2nd  | 1996年10月23日 | Future World                                  |
| 3rd  | 1997年1月22日  | Dear My Friend                                |
| 4th  | 1997年6月4日   | For the moment                                |
| 5th  | 1997年8月6日   | 彷如相逢時（出逢った頃のように）                                |
| 6th  | 1997年10月22日 | Shapes Of Love/Never Stop!                    |
| 7th  | 1998年1月7日   | Face the change                               |
| 8th  | 1998年2月11日  | Time goes by                                  |
| 9th  | 1998年6月17日  | FOREVER YOURS                                 |
| 10th | 1998年9月30日  | NECESSARY                                     |
| 11th | 1999年1月27日  | Over and Over                                 |
| 12th | 1999年3月3日   | Someday,Someplace                             |
| 13th | 2000年1月1日   | 新願 / 一成不變（Pray/Get Into A Groove）     |
| 14th | 2000年2月16日  | 理所當然（sure）                              |
| 15th | 2000年6月14日  | 拯救我 / Smile Again（Rescue me/Smile Again） |
| 16th | 2000年10月18日 | 愛的碎片（愛のカケラ）                                  |
| 17th | 2001年1月1日   | fragile/JIRENMA                               |
| 18th | 2001年2月21日  | Graceful World                                |
| 19th | 2001年10月17日 | jump                                          |
| 20th | 2002年5月15日  | 記憶（キヲク）                                      |
| 21st | 2002年8月16日  | 輕聲祈禱（ささやかな祈り）                                  |
| 22nd | 2002年12月18日 | 無4情歌（UNTITLED 4 ballads）                 |
| 23rd | 2003年3月12日  | 掌握!（Grip!）                                |
| 24th | 2003年7月30日  | 根本的愛（ファンダメンタル・ラブ）                                  |
| 25th | 2003年11月12日 | 明天 再見（また あした）                                 |
| 26th | 2004年2月25日  | 愛情的天氣（ソラアイ）                                |
| 27th | 2004年12月15日 | 戀文/good night（恋文/good night）                           |
| 28th | 2005年10月26日 | 你的 手（きみの て）                                   |
| 29th | 2006年3月15日  | 藍月（azure moon）                            |
| 30th | 2006年6月14日  | Hi-Fi Message（ハイファイ メッセージ）                             |
| 31st | 2006年8月30日  | 小黑魚（スイミー）                                    |
| 32nd | 2007年8月8日   | 閃亮時光（キラメキアワー）                                  |
| 33rd | 2007年10月31日 | 正在戀愛/冬天要開始了 feat.槇原敬之（恋をしている/冬がはじまるよ feat.槇原敬之）       |
| 34th | 2008年2月13日  | 櫻色你我（サクラビト）                                  |
| 35th | 2008年8月27日  | 嶄新的日子/黃金之月（あたらしい日々/黄金の月）                       |
| 36th | 2009年9月23日  | DREAM GOES ON                                 |
| 37th | 2009年11月18日 | 冰雨（冷たい雨）                                      |
| 38th | 2010年2月24日  | Change                                        |
| 39th | 2011年2月23日  | STAR                                          |
| 40th | 2011年2月23日  | MOON                                          |
| 41th | 2011年7月13日  | 蒼天/聲響（宙 -そら-/響 -こえ-）                                 |
| 42th | 2011年8月24日  | 戀愛女孩（アイガアル）                                  |
| 43th | 2011年12月7日  | Landscape                                     |
| 44th | 2013年2月20日  | ON AND ON                                     |
| 45th | 2013年4月10日  | 刺蝟之戀（ハリネズミの恋）                                  |
| 46th | 2015年4月22日  | ANATA TO                                      |
| 47th | 2015年11月4日  | KIRA KIRA/AKARI                               |
| 48th | 2016年9月21日  | 每一天（まいにち。）                                    |

### 專輯

#### 專輯
|      | 發售日        | 名稱                            |
| ---- | ------------- | ------------------------------- |
| 1st  | 1997年4月9日  | 海枯石爛（everlasting）         |
| 2nd  | 1998年4月15日 | 真愛時光（Time to Destination） |
| 3rd  | 2000年3月15日 | 天長地久（eternity）            |
| 4th  | 2001年3月22日 | 心4勢力（4 FORCE）              |
| 5th  | 2003年3月19日 | 情事片片（Many Pieces）         |
| 6th  | 2004年3月10日 | 小事界（commonplace）           |
| 7th  | 2006年8月9日  | 清新小事樂園（Crispy Park）     |
| 8th  | 2008年3月5日  | 世界門（Door）                  |
| 9th  | 2010年3月24日 | 求新求變（CHANGE）              |
| 10th | 2011年9月21日 | 平凡事幸福（ORDINARY）          |
| 11th | 2014年2月19日 | FUN-FARE                        |
| 12th | 2015年9月23日 | Tabitabi                        |

#### 精選專輯
|     | 發售日         | 名稱                                  |
| --- | -------------- | ------------------------------------- |
| 1st | 1999年3月31日  | Every Best Single +3                  |
| 2nd | 2003年9月10日  | Every Best Single 2                   |
| 3rd | 2009年12月23日 | Every Best Single 〜COMPLETE〜        |
| 4th | 2015年9月23日  | Every Best Single 2 〜MORE COMPLETE〜 |

#### 抒情精選歌曲
|     | 發售日        | 名稱                                |
| --- | ------------- | ----------------------------------- |
| 1st | 2001年12月5日 | Every Ballad Songs                  |
| 2nd | 2007年2月14日 | 14 message 〜every ballad songs 2〜 |

#### 其他
|     | 發售日         | 名稱                                            |
| --- | -------------- | ----------------------------------------------- |
| 1st | 1997年9月17日  | The REMIXES                                     |
| 2nd | 1998年11月18日 | THE REMIXES II                                  |
| 3rd | 1999年8月25日  | ELT Songs from L.A.                             |
| 4th | 2001年9月5日   | SUPER EUROBEAT presents Euro Every Little Thing |
| 5th | 2002年2月27日  | The Remixes III ～Mix Rice Plantation～         |
| 6th | 2002年2月27日  | Cyber TRANCE presents ELT TRANCE                |
| 7th | 2005年2月16日  | 原味：拿鐵（ACOUSTIC:LATTE）                    |

## 演唱會
自第二張專輯後，只要有新專輯發售就會舉行一次演唱會，通常會在容納2000人左右規模的會堂舉行。此外有時也會出席一些活動和單曲演唱。

### 年度演唱會
- concert tour '98
  - 以專輯『Time to Destination』的歌曲為主的年度演唱會。也是五十嵐唯一有參加的年度演唱會。全27公演。
- concert tour 2000 spirit
  - 以專輯『eternity』的歌曲為主的年度演唱會。有趣的是，由於五十嵐在年度演唱會舉行前宣佈退出幕前，演唱會的小冊子仍然印有五十嵐的相片。全25公演。
- Concert Tour 2001 FORCE
  - 以專輯『4 FORCE』的歌曲為主的年度演唱會。全31公演。
- 2003 tour MANY PIECES
  - 以專輯『MANY PIECES』的歌曲為主的巡迴演唱會。全26公演。
- commonplace tour 2004-2005
  - 以專輯『commonplace』的歌曲為主的巡迴演唱會。Every Little Thing 史上最長、最多公演場數的年度演唱會。
- concert tour 2006-2007 Crispy Park
  - 以專輯『Crispy Park』的歌曲為主的年度演唱會。全30公演。
- concert tour 2008 Door
  - 以專輯『Door』的歌曲為主的年度演唱會。全25公演。[2]
- concert tour 2009～2010“MEET”
  - 新舊曲目交織的巡迴演唱會，全34公演。五十嵐充在最終場現身為持田香織慶祝生日,並一起演出Change、Shapes Of Love、Dear My Friend、Over and Over四首歌曲。
- concert tour 2011～2012“ORDINARY”
  - 成立15週年,以專輯『ORDINARY』為主的全國巡迴演唱會。
- concert tour 2013“ON AND ON”
  - 15周年過後,踏進新的一頁,與歌迷們約定了會繼續向前走的Super Greatest Hits Tour。
- concert tour 2014“FUN-FARE”
  - 顛覆至今為止你所認知的ELT,以專輯『FUN-FARE』為主的全國巡迴演唱會。

### 單曲公演
- Count Down Live 2001-2002 HORSE
  - Every Little Thing唯一一次的新曆除夕倒數公演活動。12月30日至31日作2場公演（倒數活動是31日那場公演）。
- 2002 Christmas Special Concert（12月19日）
- X'mas Acoustic Live 2003（12月23日、24日）
- X'mas Acoustic Live at 浦上天主堂～愛の謳～（2005年12月11日）
- Every Little Thing 10th Anniversary Special Live at Nippon Budokan （2007年3月6日～7日）
- Every Little Thing X'mas Concert 2008（2008年12月7日、8日、11日）
- Every Little Thing Premium Christmas Concert 2009（2009年12月23日、24日）
- Every Little Thing 15th Anniversary Premium 2days 〜naEverLasTing 2012〜（2012年2月18日、19日）
- Every Little Thing 20th Anniversary LIVE "THE PREMIUM NIGHT" ARIGATŌ（2016年8月5日、8月7日）

### 活動・音樂節
- POP HILL'97（1997年、石川縣森林公園）
- Midsummer Marine Live（1997年、1998年Chiba Marine Stadium）
- channel a Special Live（2000年、国立代代木競技場第一体育館）
- JAM JAM MARINA2001（2001年、山口きらら博会場隣特設会場）
- Summer Breezeスーパーライブ（2001年、島根YASUGI SEASIDE野外特設ステージ）
- 美浜海遊祭2001 STARLIGHT GIG（2001年、愛知美浜町総合公園グランド内特設会場）
- サンマリーナイリュージョン2001（2001年、沖縄サンマリーナホテル野外ステージ）
- MUSIC EXIPO INASAYAMA Girls Girls Girl（2001年、長崎稲佐山公園野外ステージ）
- a-nation - 從2002年起每年參加。
- ap bank fes '05
- SOUND MARINA 2006（廣島港出島戶外特設會場）
- MUSIC FESTIVAL 2006 ユメウタ
- WALKER presents SNOW LIGHT LIVE in IKSPIARI（2007年11月3日、舞浜イクスピアリ）
- MTV 告白宣言 (2008)
- LIVE SDD 2008（大阪城ホール）
- excite music Festival '08（2008年9月21日、さいたまスーパーアリーナ）
- 沖縄セルラー auジョイプロジェクト ELTライブイベント (2008年9月28日 沖縄會議中心展示場)
- Tales of festival2010（2010年6月6日、パシフィコ横浜）
- FM大阪40周年記念Live E∞Tracks Live（2010年9月28日、大阪城ホール）
- 早稲田祭2010記念会堂LIVE Age×Every Little Thing（2010年11月7日）
- 第68回国民体育大会総合開会式（2013年6月10日）
- ROCK IN JAPAN FESTIVAL 2014（2014年8月2日、国営ひたち海浜公園）
- BEAT PHOENIX 2014 （2014年9月13日、福井フェニックスプラザ）
- イナズマロックフェス（2014年9月14日、滋賀県草津市烏丸半島芝生広場）

## 註解
1. ↑  .   [2007-07-19]. （原始内容存档于2007-09-27）.
2. ↑  小事乐园 2008年巡回演唱会DOOR （页面存档备份，存于） 07.16.2008 by musicJAPANplus

## 外部連結
- Every Little Thing OFFICIAL WEB SITE
- ciao - Every Little Thing公式ファンクラブ
- YouTube上的ELTV頻道
- 小事樂團的X（前Twitter）
- 小事樂團的Facebook專頁